# 洪秀煥
洪 秀煥（ホン・スファン、홍수환、1950年5月26日 - ）は、大韓民国の元男子プロボクサー。元WBA世界バンタム級王座。元WBA世界スーパーバンタム級王座。元リングマガジン世界バンタム級王座。世界2階級制覇王者。韓国史上二人目のボクシング世界チャンピオンであり、韓国初の二階級制覇を達成した。2012年1月、韓国ボクシング委員会（KBC）会長に就任。妻は歌手の玉姫。

## 経歴
1969年5月10日、キム・サンイル戦でデビュー（4R引き分け）。
1971年9月14日、韓国バンタム級タイトル獲得。
1972年6月4日、東洋ボクシング連盟バンタム級タイトル獲得。
1974年7月3日、南アフリカでWBA世界バンタム級チャンピオンのアーノルド・テイラーに15回判定勝ちし、世界タイトルを獲得する。国際電話で母に報告した時の「 엄마야 나 챔피언 먹었어（母ちゃん、チャンピオン取ったよ）」は流行語にもなり一躍国民的英雄となった。
1974年12月28日 、ソウルで行われた初防衛戦でフェルナンド・カバネラ（フィリピン）に判定勝ち。
1975年3月14日、米国で行われた2度目の防衛戦でアルフォンソ・サモラに4回KO負け。
1976年10月16日、仁川でサモラと再戦し12回TKO負け。
1977年6月27日、韓国版「サモラ対サラテ」と注目された廉東均戦で12回判定勝ち。
1977年11月27日、パナマで行われたWBAジュニアフェザー級（スーパーバンタム級）初代王座決定戦で17歳のエクトル・カラスキリャ（パナマ）に2回に4度のダウンを喫しながらも3回逆転KO勝利し2階級制覇を達成する。その戦いぶりは「四転五起神話」と評された。韓国TBSラジオは聴取者のリクエストに応えて27回再放送をした。
1978年2月1日、東京蔵前国技館で行われた初防衛戦で笠原優に15回判定勝ち。
1978年5月7日、ソウルで行われた2度目の防衛戦でリカルド・カルドナに12回TKO負け。
1980年12月19日の廉東均との再戦（10R引き分け）を最後に引退し、解説者に転向する。
2007年9月、韓国拳闘人協会初代会長に就任する。（2008年6月退任）
2012年1月、プロボクサー出身者として初めて韓国ボクシング委員会会長に就任する。

## 獲得タイトル

### 地域タイトル
- 韓国バンタム級王座
- 第14代OPBF東洋太平洋バンタム級王座（防衛2=返上）
- 第15代OPBF東洋太平洋バンタム級王座（防衛2=返上）
- 第17代OPBF東洋太平洋バンタム級王座（防衛0=剥奪）

### 世界タイトル
- WBA世界バンタム級王座（防衛1）
- WBA世界スーパーバンタム級王座（防衛1）
- リングマガジン世界バンタム級王座